# 訃報 1981年8月
訃報 1981年8月（ふほう 1981ねん8がつ）では、1981年（昭和56年）8月中に物故した、又は物故が報じられた人物についてまとめる。

## （1日 - 15日）

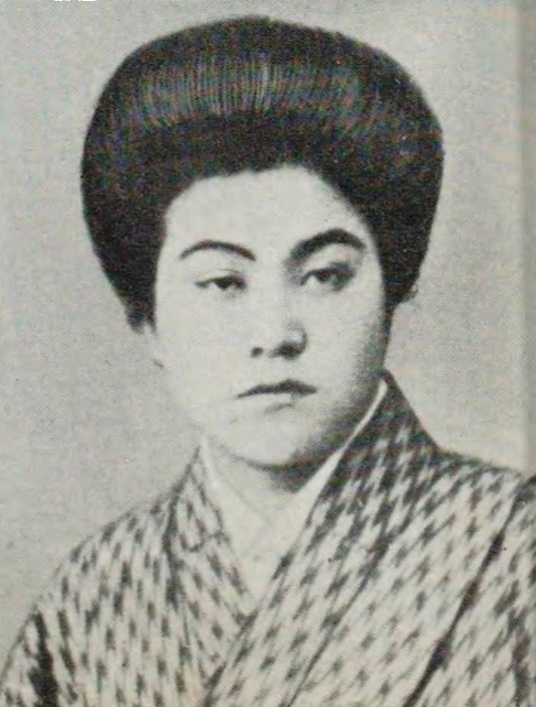
神近市子 ／8月1日没

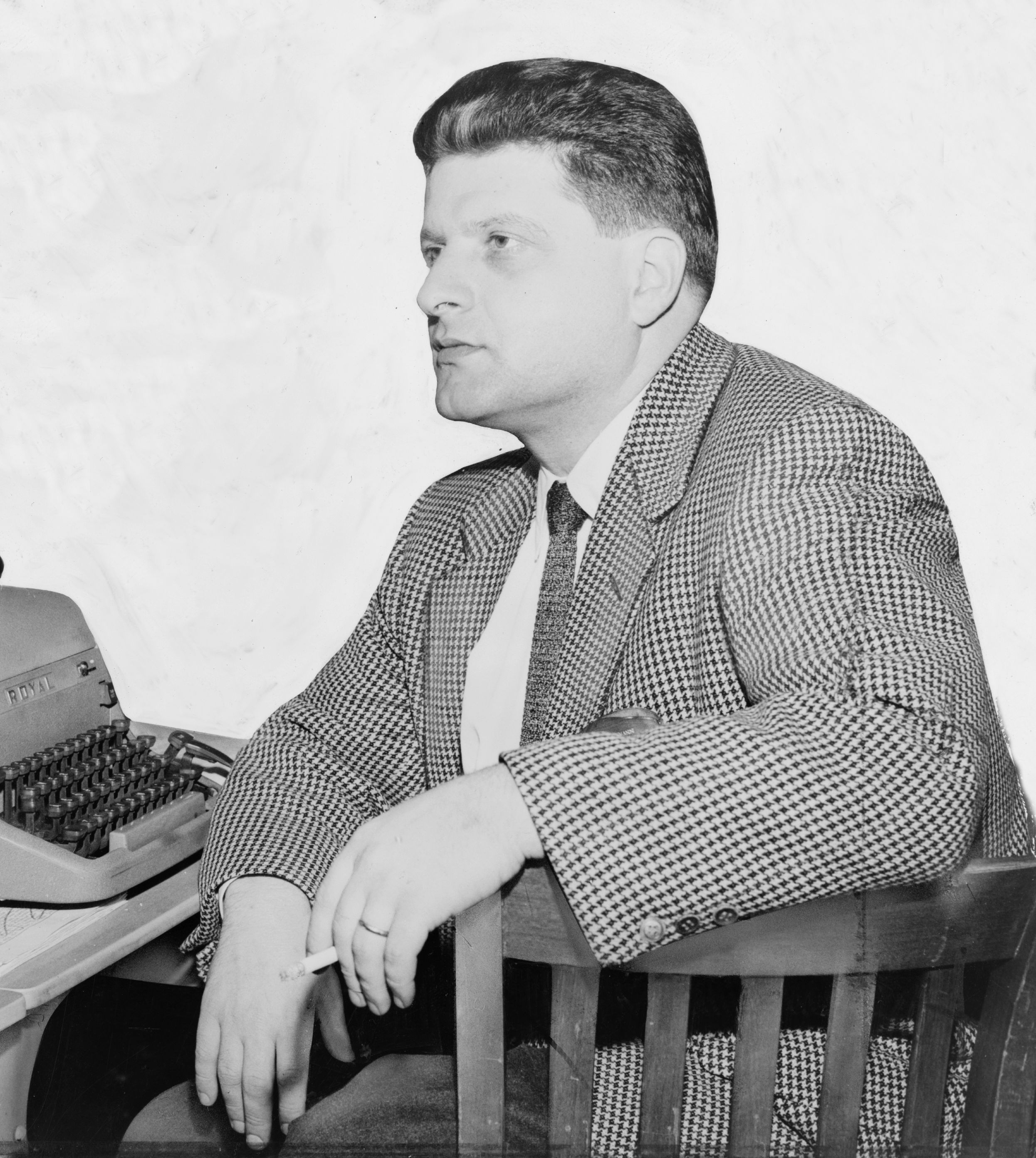
パディ・チャイエフスキー ／8月1日没

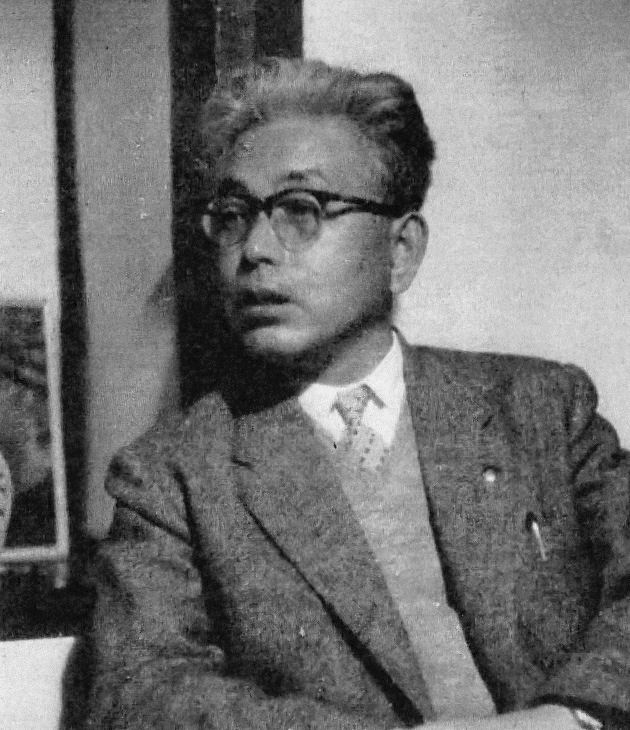
勝承夫 ／8月3日没

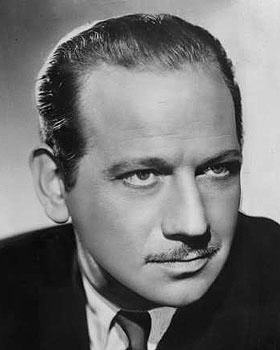
メルヴィン・ダグラス ／8月4日没

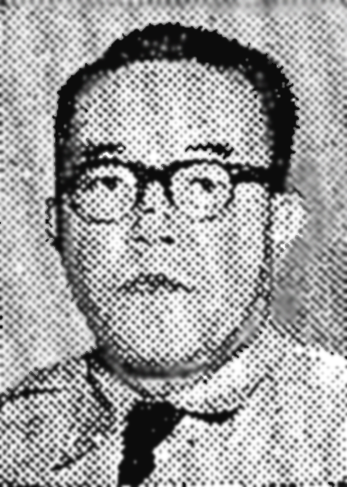
上村健太郎 ／8月4日没

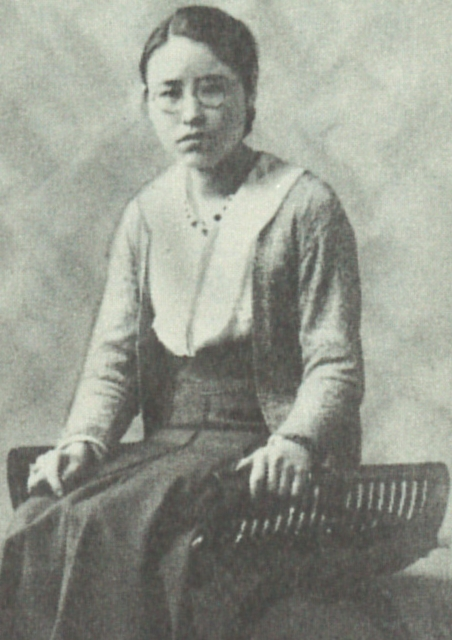
船山春子 ／8月5日没

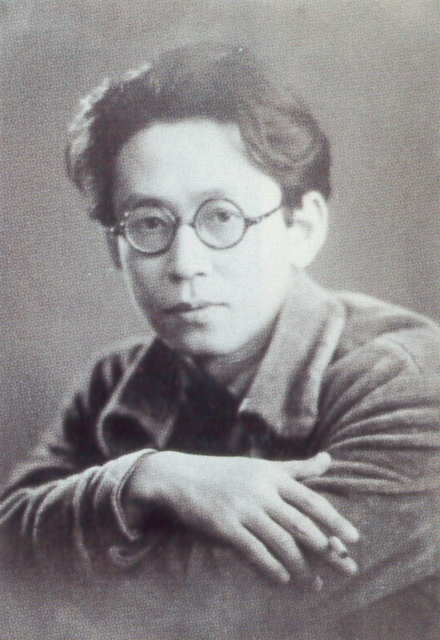
船山馨 ／8月5日没

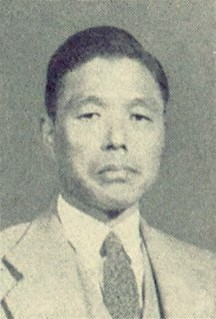
周東英雄 ／8月8日没

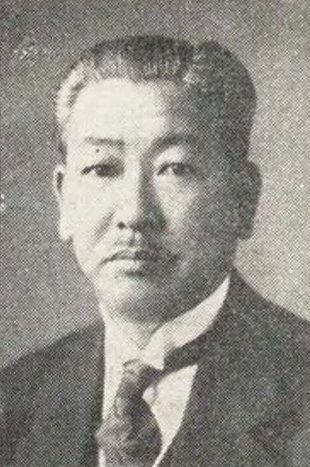
大木操 ／8月13日没

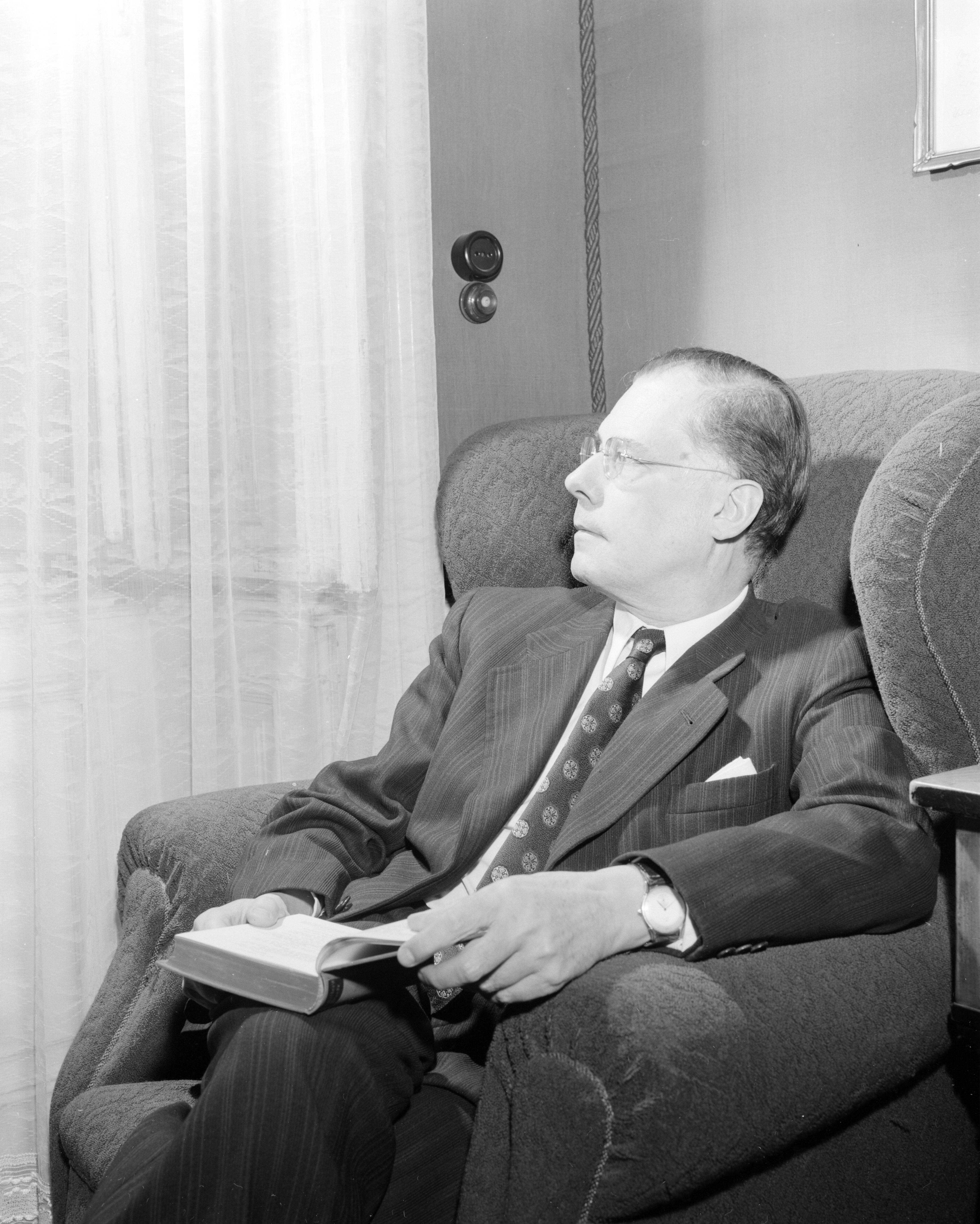
カール・ベーム ／8月14日没

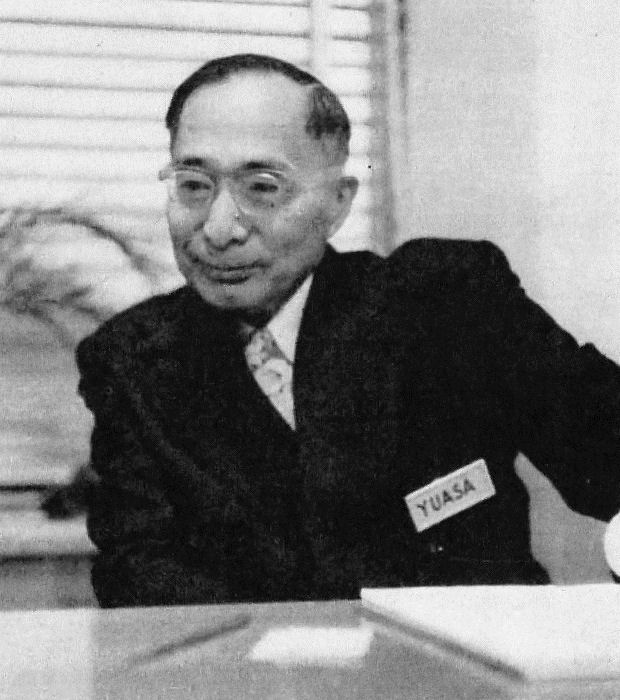
湯浅八郎 ／8月15日没

- 8月1日 - 神近市子、日本のジャーナリスト、婦人運動家、作家、翻訳家、評論家、政治家・衆議院議員（* 1888年）
- 8月1日 - パディ・チャイエフスキー、アメリカ合衆国の劇作家・脚本家・小説家（* 1923年）
- 8月2日 - ステファニー・クラウセン（英語版）[要出典]、デンマークの飛込競技選手（* 1900年）
- 8月3日 - 勝承夫、日本の詩人・作詞家、元日本音楽著作権協会会長・元東洋大学理事長（* 1902年）
- 8月4日 - メルヴィン・ダグラス、アメリカ合衆国の俳優（* 1901年）
- 8月4日 - 上村健太郎、日本の内務官僚・航空自衛官、初代航空幕僚長（* 1908年）
- 8月5日 - 船山春子[1]、日本の編集者・小説家（* 1910年）
- 8月5日 - 船山馨、日本の小説家（* 1914年）
- 8月7日 - 巌俊一、日本の生態学者（* 1929年）
- 8月8日 - 周東英雄、日本の政治家・官僚（* 1898年）
- 8月8日 - 栗田春生、日本の実業家、栗田工業創設者・元社長（* 1919年）
- 8月9日 - 辰馬力、日本の実業家、辰馬本家酒造元社長（* 1896年）
- 8月12日 - 井上春成、日本の工業化学者（* 1893年）
- 8月12日 - バディ・オースチン、アメリカ合衆国のプロレスラー（* 1930年）
- 8月13日 - 桑田義備、日本の植物細胞学者、京都大学名誉教授（* 1882年）
- 8月13日 - 大木操、日本の官僚・政治家、東京都副知事（* 1891年）
- 8月14日 - カール・ベーム、オーストリアの指揮者（* 1894年）
- 8月15日 - 湯浅八郎、日本の昆虫学者、教育者・キリスト者（* 1890年）
- 8月15日 - キャロル・ライリー・ブリンク（英語版）、アメリカ合衆国の作家（* 1895年）

## （16日 - 31日）

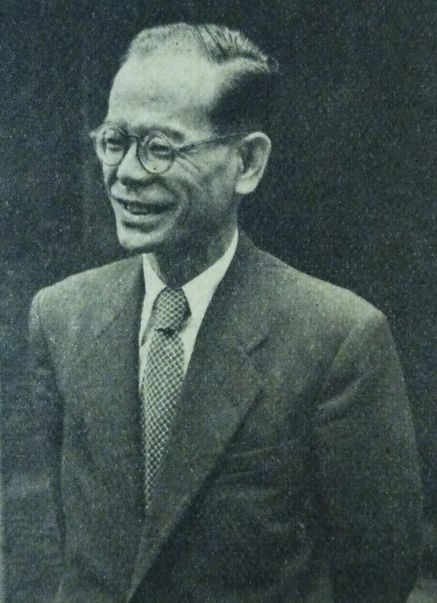
井村恒郎／8月22日没

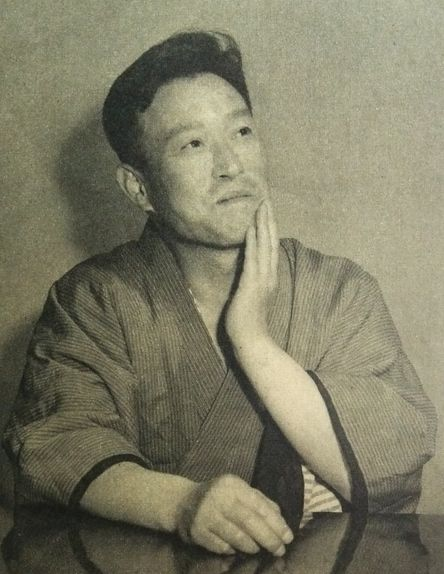
田川豊／8月22日没

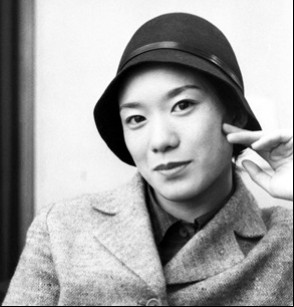
向田邦子／8月22日没

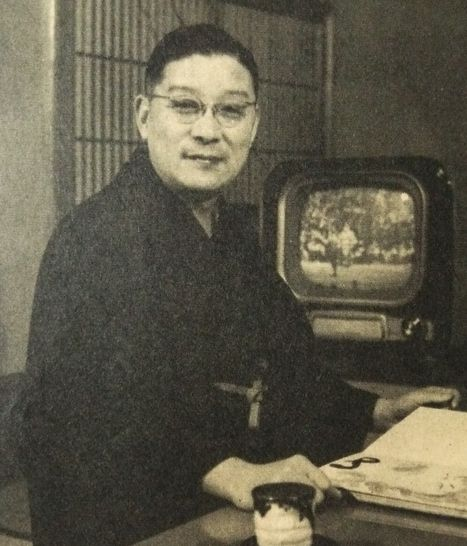
十四代目杵屋六左衛門／8月23日没

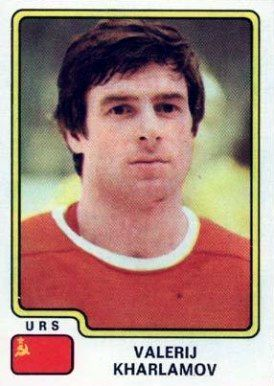
ワレリー・ハルラモフ／8月27日没

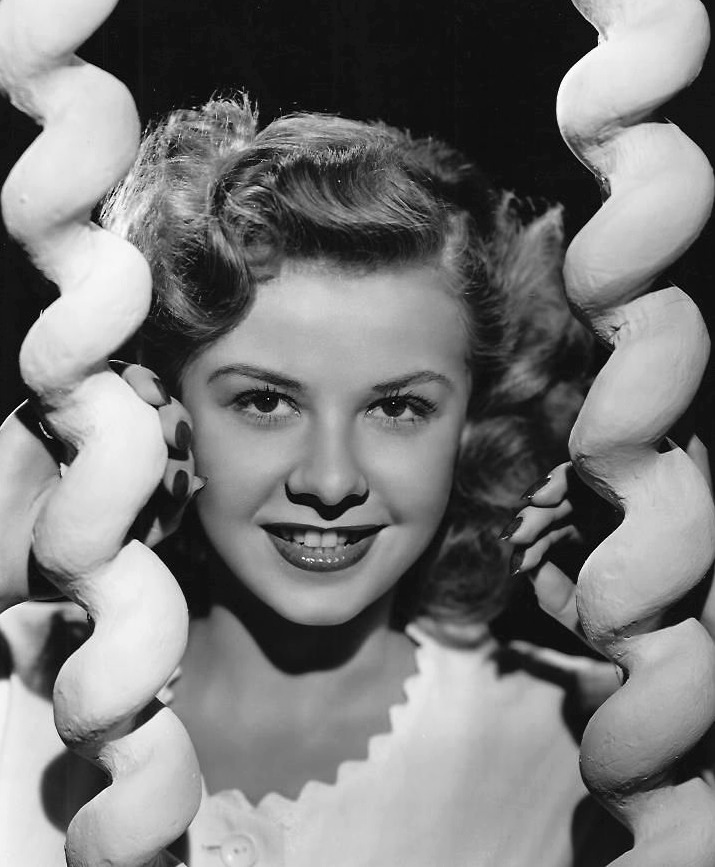
ヴェラ＝エレン／8月30日没

- 8月18日 - 辻晋堂、日本の彫刻家、京都市立芸術大学名誉教授（* 1910年）
- 8月22日 - 井村恒郎、日本の精神医学者（* 1906年）
- 8月22日 - 田川豊、日本の元プロ野球選手【南海ホークス・大陽ロビンス・近鉄パールス・大英スターズ所属】・審判員（* 1918年）
- 8月22日 - 向田邦子、日本の脚本家・エッセイスト・小説家（* 1929年）
- 8月23日 - 十四代目杵屋六左衛門、江戸長唄の十四世宗家家元、重要無形文化財保持者（* 1900年）
- 8月27日 - ワレリー・ハルラモフ、ソビエト連邦のアイスホッケー選手（* 1948年）
- 8月30日 - 小杉益二郎、日本の出版人・編集者、近代映画社創業者・元社長（* 1909年）
- 8月30日 - ヴェラ＝エレン、アメリカ合衆国の女優、ダンサー（* 1921年）